# 卵巢动脉
卵巢动脉，起源于肾动脉下方的腹主动脉，主要负责女性卵巢、输卵管和部分子宫的血供，位于卵巢悬韧带内，卵巢静脉和输尿管前方  :223。

## 解剖学结构

### 起源
卵巢动脉通常直接起源于腹主动脉，位于肾动脉起始处的稍下方（通常位于第二腰椎水平），左右各一支。
少数情况下，卵巢动脉可能起源于自肾动脉或肠系膜下动脉。罕见情况下，卵巢动脉也可能起源于肾上腺动脉、腰动脉或髂内动脉。

### 走行
从腹主动脉支出后，卵巢动脉沿着腹膜下降，在与髂外动脉、髂外静脉相交后进入小骨盆，此时卵巢动脉会进入卵巢悬韧带走行。

### 分支与血管吻合
卵巢动脉会进入卵巢悬韧带后会在此处发出分支，一些分支延伸至卵巢系膜中，此处的卵巢动脉分支与子宫动脉的卵巢支吻合，共同参与卵巢和输卵管的血供，此处的血管吻合实际上是腹主动脉与髂内动脉之间的吻合；另一些分支会通过子宫阔韧带抵达大阴唇和腹股沟区。

## 生理功能
卵巢动脉为卵巢和子宫供应富含氧和营养的血液。卵巢动脉在怀孕期间会扩张，以增加子宫的血液供应 :431。

## 其他图片

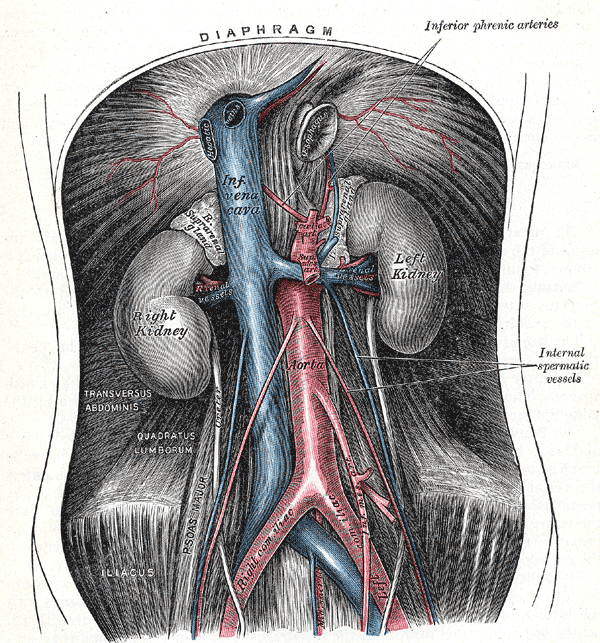
腹主动脉及其分支。
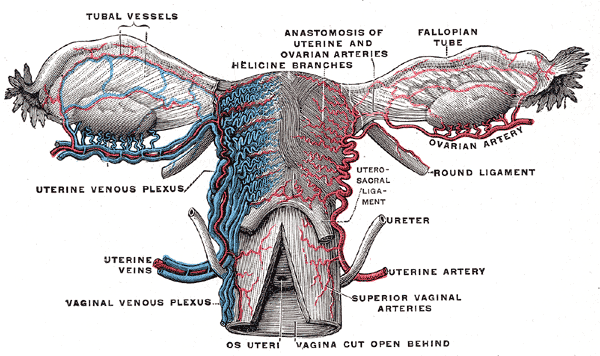
子宫及其附属组织的血管，后视图。
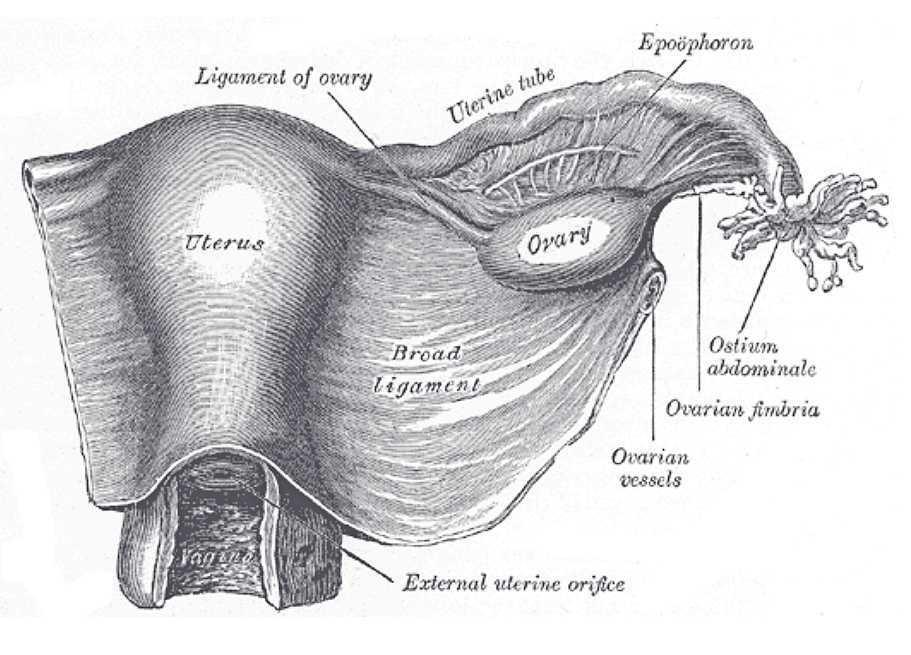
子宫和右子宫阔韧带。后视图